# Meymac
Meymac is een gemeente in het Franse departement Corrèze (regio Nouvelle-Aquitaine). De plaats maakt deel uit van het arrondissement Ussel. Meymac telde op 1 januari 2022 2.326 inwoners.

## Geografie
De oppervlakte van Meymac bedroeg op 1 januari 2022 87,15 vierkante kilometer; de bevolkingsdichtheid was toen 26,7 inwoners per km².
De onderstaande kaart toont de ligging van Meymac met de belangrijkste infrastructuur en aangrenzende gemeenten.

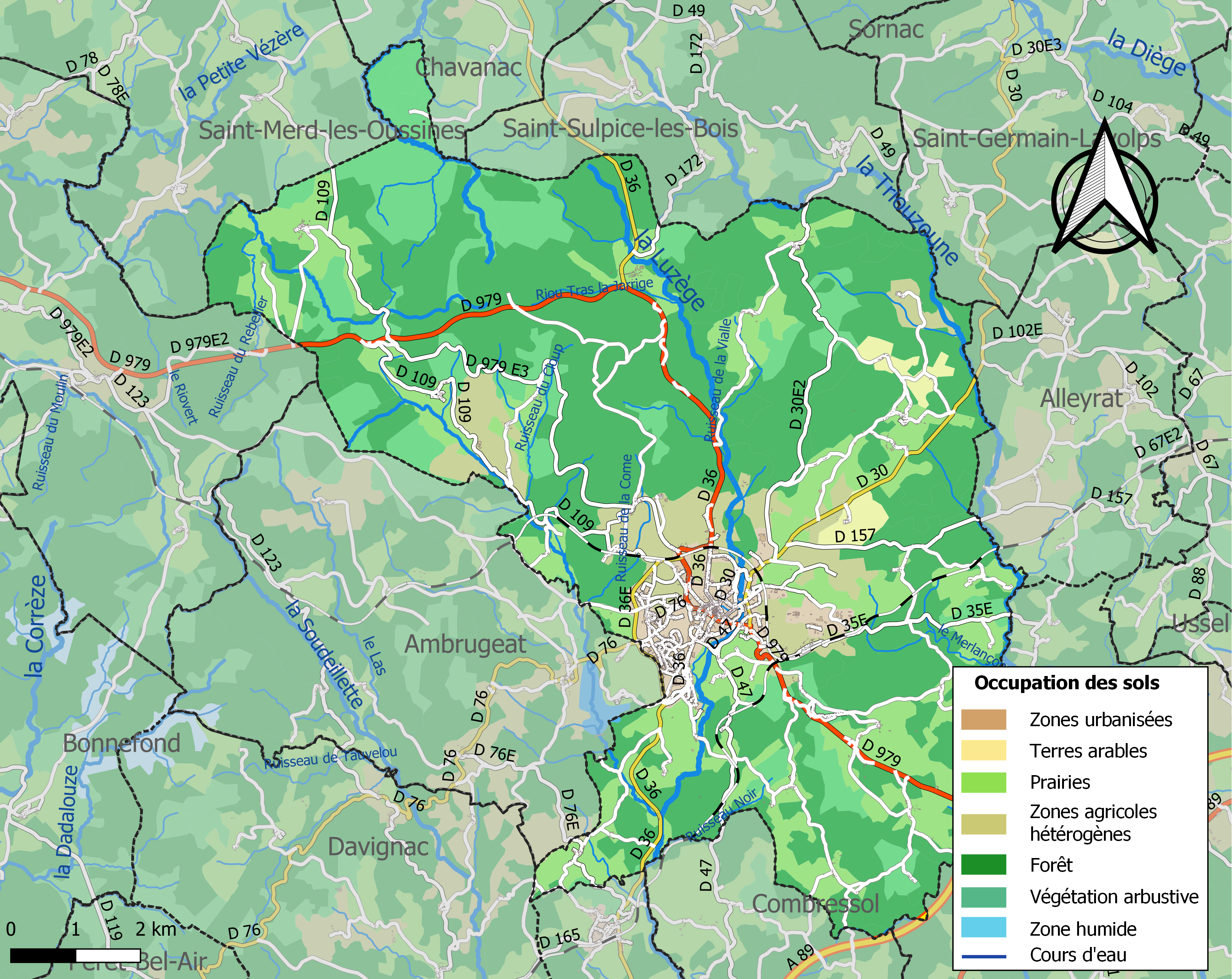

## Verkeer en vervoer
In de gemeente liggen spoorwegstation Meymac en spoorweghalte  Jassonneix.

## Demografie
Onderstaande figuur toont het verloop van het inwonertal (bron: INSEE-tellingen).